# 莱萨-杜巴柳
莱萨-杜巴柳是葡萄牙波尔图区的一个堂区。总面积8.88平方公里，总人口15673人，人口密度1765人/平方公里。